# Баканов, Александр Альфредович
Алекса́ндр Альфре́дович Бака́нов (род. 8 августа 1957, Куйбышев) — русский живописец.

## Биография
Родился 8 августа 1957 года в Самаре.
Образование: Самарское художественное училище, ЛГИТМиК.
- 1992—1994 — участник пяти групповых выставок в ЦДХ (Москва).
- 1994 — персональная выставка «Письма из провинции», ЦДХ (Москва).
- 1996 — персональная выставка в Риме.
- 1996—1997 — выставочный тур по городам Италии.
- С 1990 года — член Союза художников России.
- С 2000 года — член Союза театральных деятелей России и член Консультативного Совета «Роспатент».
- 2003 год — персональная выставка «Неизвестная Земля» в Государственной Третьяковской Галерее.

Живёт и работает в Самаре и Москве.